# Dianthus genargenteus
Dianthus genargenteus är en nejlikväxtart som beskrevs av Bacch., Brullo, Casti och Giusso. Dianthus genargenteus ingår i släktet nejlikor, och familjen nejlikväxter. Inga underarter finns listade i Catalogue of Life.